# Valanga nigricornis
Valanga nigricornis är en insektsart som först beskrevs av Hermann Burmeister 1838.  Valanga nigricornis ingår i släktet Valanga och familjen gräshoppor.

## Underarter
Arten delas in i följande underarter:
- V. n. sakoemiensis
- V. n. waiensis
- V. n. carolinensis
- V. n. disparilis
- V. n. kalaotuae
- V. n. nigricornis
- V. n. allorensis
- V. n. aroensis
- V. n. australiensis
- V. n. batuensis
- V. n. fortis
- V. n. fumosa
- V. n. sumatrensis
- V. n. insularis
- V. n. saravakensis
- V. n. keyensis
- V. n. lombokensis
- V. n. mangalumensis
- V. n. melanocornis
- V. n. moro
- V. n. rammei
- V. n. halmaherae
- V. n. ornata